# 桜銀花
桜 銀花（さくら ぎんか、1975年3月16日 - ）は、日本の女優、声優。有限会社フロックス所属。東京都出身。身長163cm。体重47kg。血液型はO型。旧芸名は眞継 ゆわ（まつぐ ゆわ）。

## 人物
資格は普通自動車免許。
趣味・特技は右脳テスト、お菓子作り、ネイルアート、縄跳び、何処ででも寝れること。

## 出演

### テレビドラマ
- すずがくれた音（2004年） - 銀行員
- 熱血刑事・吉永誠一（2004年） - 女性レポーター
- 轟法律事務所 見えない絆（2004年） - ドコモショップ店員
- 財務捜査官 雨宮瑠璃子2（2005年） - レポーター
- ウメ子（2005年） - 看護師
- 第一級殺人弁護3（2005年） - 女性刑務官
- ブレスト〜女子高生、10億円の賭け!（2006年） - 大手広告代理店社員
- 輝く女シリーズ2 カリスマ占い師殺人鑑定（2006年） - 母親
- 港町人情ナース（2006年） - アナウンサー
- 警察署長・たそがれ正治郎（2006年） - 婦警、警察官舎の住人
- 東京タワー 〜オカンとボクと、時々、オトン〜（2007年） - 東京タワー従業員
- 母親失格（2007年） - 看護師
- 死化粧師 エンバーマー 間宮心十郎（2007年） - レポーター
- どうぶつ119（2007年） - 主婦
- 恋せども、愛せども（2007年） - 建設会社社員
- 横浜海上警察 名村暢子（2007年） - 婦警、若村麻由美（吹き替え）
- 笑顔をくれた君へ〜女医と道化師の挑戦〜（2008年） - 翔の母
- 白衣の天使は見た!!〜外科病棟殺人カルテ〜（2008年） - 美久、悦子の母の声

### テレビ番組
- 奇跡体験!アンビリバボー『シンクロニシティSP』（真紀）
- 決定!これが日本のベスト100全国一斉○○テスト（イメージカット）
- さまぁ〜ずと優香の怪しい××貸しちゃうのかよ!!「Vシネ、極道の妻役オーディション」優勝
- ザ・ワイド（スチュワーデス）
- タモリ倶楽部『空耳アワー』

### 映画
- 新・日本の首領、新・日本の首領II 非情篇、新・日本の首領III 激闘篇（2004年） - 長崎空港の母親
  - 新・日本の首領4 軋轢、新・日本の首領5 策略、新・日本の首領6 崩壊（2005年） - クラブのホステス
  - 新・日本の首領7、新・日本の首領8、新・日本の首領 完結編（2006年） - 婦警
- 銭道パート4 - 6 (2004年） - ホステス
- 炎と氷（2004年） - ホステス
- 釣りバカ日誌15 ハマちゃんに明日はない!?（2004年） - スタント
- 想文〜おもいぶみ〜（2005年） - 八百屋の奥さん
- 交渉人 真下正義（2005年） - レポーター
- 猿飛佐助II 闇の軍団（2005年） - 遊女1
- 必殺! バトルロード 妖剣女刺客1、2（2005年） - ホステス2
- ホールインワン女子ゴルファー千春（2005年） - 清水
- KARAOKE-人生紙一重-（2005年） - ホステス
- ワースト☆コンタクト（2005年） - 張の愛人
- WARU（2006年） - スナックのママ
- 梨元勝の芸能暗黒都市伝説（2008年） - メイド
- 髪がかり（2008年） - 婦警
- 同窓会（2008年） - ホールスタッフ
- きみに届く声（2008年） - 美佐代と真央の母
- プライド（2009年） - 梓
- 侠宴〜実録・阿形充規の半生〜（2009年） - 仲居

### Vシネマ
- 桜の代紋 血の報酬（2005年） - 警察署食堂のママ
- 修羅外道 本家襲撃（2006年） - 鉄雄の母
- 射る目 甦る殺意（2006年）- 竹内可奈子
- 恐喝こそ、我が人生（2006年） - 亜希のマネージャー
- 修羅の軍団1・2（2006年） - 溝中の愛人
- 修羅の軍団3・4 - 大原の妻
- 極道の紋章（2007年） - 大町の女（美代）
- 実録・新宿暴力街  - ニュースキャスター
- 龍が如く 劇場版（2007年） - 看護師
- 横浜暗黒街 （2008年） - スナック「華」のママ

### テレビアニメ
- 名探偵コナン（2004年、主婦1）
- ブラック・ジャック（2005年、野球部員）

### 劇場版アニメ
- KAZU&YASU ヒーロー誕生（1995年）

### 吹き替え
- 素晴らしき日々
- 秘密の花園

### ナレーション
- 伊藤忠フレッシュ企業VPナレーション
- ウメ子(番宣)
- ザ・ドキュメンタリー(番宣)
- サニクリーン『ゴキブリ駆除サービス』VPナレーション
- 那珂市民俗伝統行事

### 司会
- 佐賀のがばいばぁちゃん 島田洋七ディナー&トークショー

### VP
- カシオ『プリン写る』
- フラクサス教育（VMD）
- ワールド「教育用ドラマ形」（弾丸トーク 他）

### その他コンテンツ
- プライムTVショッピング（イメージカット）
- 幼児の保護者向け自転車交通安全教育ビデオ「ママチャリ・ブギ」（友達のママ）